# Angkasa Pura
PT. Angkasa Pura (indonesisch Luftstadt) ist ein staatliches Unternehmen des indonesischen Verkehrsministeriums, das für die Verwaltung der Flughäfen und der Flugsicherung in Indonesien verantwortlich ist. PT. Angkasa Pura besteht aus zwei Unternehmensteilen: 
- PT. Angkasa Pura I mit der Flughafenkapazität für 30.700.440 Passagiere und dem Hauptsitz in Jakarta[1]
- PT. Angkasa Pura II mit der Flughafenkapazität für 30.815.000 Passagiere und dem Hauptsitz am internationalen Flughafen Soekarno-Hatta in Tangerang[2]

Beide Flughafenbetreiber leiden derzeit unter massiven Unterkapazitäten: Während das Passagieraufkommen bei Angkasa Pusa I die Zahl 49.237.437 erreichte, war es bei Angkasa Pura II schon bei 62.215.834 Passagieren.

## Geschichte
PT. Angkasa Pura I wurde im Jahr 1964 unter dem Namen Perusahaan Negara (PN) Angkasa Pura „Kemayoran“ gegründet. PT. Angkasa Pura II wurde erst Zwanzig Jahre später, am 13. August 1984, gegründet.